# Asteroid de tip C

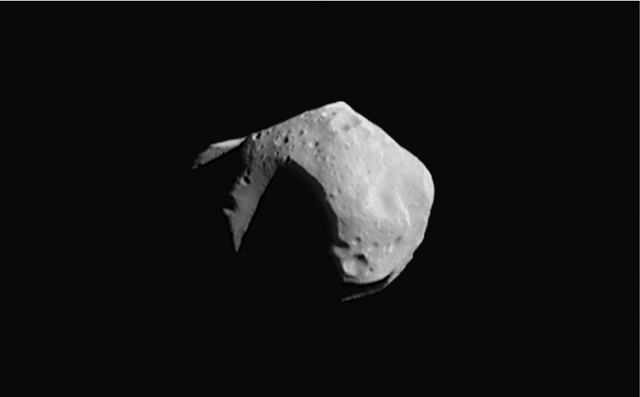
253 Mathilde, un asteroid de tipul C

Asteroizii de tip C sunt o clasă de asteroizi în care intră asteroizii carbonici. Ea este cea mai răspândită clasă de asteroizi, din ea face parte 75 % din toți asteroizii cunoscuți, în partea exterioară a centurii de asteroizi numărul lor este și mai mare, dincolo de 2,7 UA acest tip de asterozi este principal. Numărul asteroizilor de acest tip poate fi și mai mare, așa cum ei pot reflecta lumina mult mai rău decât celelalt tipuri (în afară de cei de tipul D) și din această cauză ei sunt greu de descoperit.